# Eccleston (Merseyside)
Eccleston is een civil parish in het bestuurlijke gebied St Helens, in het Engelse graafschap Merseyside, met 10.433 inwoners.
Richard Seddon, premier van Nieuw-Zeeland van 1893 tot zijn dood in 1906, werd in Eccleston geboren en groeide er op.  